# Kościół św. Marii Magdaleny w Orzechowie
Kościół świętej Marii Magdaleny w Orzechowie – rzymskokatolicki kościół parafialny należący do parafii pod tym samym wezwaniem (dekanat Kowalewo Pomorskie diecezji toruńskiej).
Jest to świątynia wybudowana w XIV wieku w stylu gotyckim. Podczas wojen szwedzkich została częściowo zniszczona, a następnie została odbudowana przez Radę Miejską Torunia w 1685 roku. W XVII stuleciu kościół był ozdobiony drewnianą wieżą. Jednonawowy gotycki korpus budowli murowany jest z kamienia polnego i cegły. Wystrój wnętrza kościoła powstał głównie w XVI, XVII i XVIII wieku. Należą do niego m.in. barokowy ołtarz boczny św. Rocha, ozdobiony rzeźbą Matki Boskiej z Dzieciątkiem Jezus z XVI wieku, ambona, obraz ukazujący Ukrzyżowanie z XVII stulecia a także rzeźba św. Marii Magdaleny z XVI wieku i granitowe aspersorium z okresu średniowiecza. Organy świątyni z neogotyckim prospektem wykonane zostały w 1898 roku. Cennymi zabytkami sztuki złotniczej są także kielichy mszalne z 1647 i 1687 roku, monstrancja w stylu renesansowym z 1630 roku oraz krzyż ołtarzowy, wykonany w 1877 roku.